# Piletocera holophaealis
Piletocera holophaealis là một loài bướm đêm trong họ Crambidae.